# Руис Анчиа, Хуан
Хуан Руис Анчи́а (исп. Juan Ruiz Anchía; род. 12 июня 1949, Бильбао, Испания) — испанский и американский кинооператор.

## Биография
Закончил Мадридскую киношколу (1972), затем — Американский киноинститут в Голливуде (1981). Дебютировал как оператор в 1971 году. Фактически уже с середины 1970-х годов учился и работал по преимуществу в США. Снял несколько короткометражных и документальных лент. Член Американского общества кинооператоров и Международной гильдии кинооператоров.

## Фильмография
- 1981 — Второе рождение / Renacer (Бигас Луна)
- 1983—1919, crónica del alba (Антонио Хосе Бетанкор)
- 1983 — Женщина в палате / Woman in the Room (Фрэнк Дарабонт, короткометражный)
- 1983 — Miss Lonelyhearts (Майкл Диннер, телевизионный)
- 1984 — Каменный мальчик / The Stone Boy (Кристофер Кейн)
- 1984 — Возлюбленные Марии / Maria’s Lovers (Андрей Кончаловский)
- 1991 — Умереть молодым / Dying Young (Джоэл Шумахер)
- 1991 — Либестраум / Liebestraum (Майк Фиггис)
- 1992 — Американцы / Glengarry Glen Ross (Джеймс Фоули)
- 1998 — Марария / Mararía (Антонио Хосе Бетанкор, премия Гойя за лучшую операторскую работу)
- 1999 — Коррупционер (Джеймс Фоули)
- 2002 — Дом на Турецкой улице / No Good Deed (Боб Рейфелсон)
- 2003 — Афера / Confidence (Джеймс Фоули)
- 2004 — Voces inocentes (Луис Мандоки, номинация на Серебряный Ариэль)
- 2008 — Лунатизм / Sleepwalking (Билл Мар[англ.])
- 2008 — Dirty Hands
- 2009 — Я прихожу с дождём / I Come with the Rain (Чан Ань Хунг)
- 2009 — Bunraku
- 2010 — Pure Country 2: The Gift